# William Cliff
William „Billy“ Cliff (* 10. Oktober 1992 in Sydney) ist ein australischer Eishockeyspieler, der seit 2017 erneut bei den Sydney Ice Dogs in der Australian Ice Hockey League unter Vertrag steht.

## Karriere
William Cliff begann seine Karriere als Eishockeyspieler in seiner Heimatstadt bei Sydney Ice Dogs, für die er mit Ausnahme der Spielzeit 2016, als er für den Lokalrivalen Sydney Bears aktiv war, bis heute spielt. Seit 2008 wird er von den Ice Dogs in der Australian Ice Hockey League eingesetzt. 2013 gewann er mit seinem Club den Goodall Cup, die australische Landesmeisterschaft. 2010 bis 2011 spielte er vereinzelt auch für die zweitklassigen Blacktown Flyers.

### International
Für Australien nahm Cliff im Juniorenbereich an der U18-Junioren-Weltmeisterschaft der Division III 2009 teil und stieg mit seinem Team beim Turnier in Taipeh in die Division II auf, in der er dann Folgejahr spielte. Zudem stand er bei der U20-Junioren-Weltmeisterschaft 2011 in der Division II auf dem Eis.
Im Herrenbereich stand er im Aufgebot seines Landes bei den Weltmeisterschaften der Division II 2013, 2014, 2017 und 2018.

## Erfolge und Auszeichnungen
- 2009 Aufstieg in die Division II bei der U18-Weltmeisterschaft der Division III, Gruppe A
- 2013 Goodall-Cup-Gewinn mit Sydney Ice Dogs